# Knooppunt Kliplev
Knooppunt Kliplev (Deens: Motorvejskryds Kliplev) is een knooppunt in Denemarken tussen de Sønderjyske Motorvej richting Kolding en Flensburg en de Sønderborgmotorvejen richting Sønderborg. Het knooppunt is genoemd naar het dorp Kliplev, waar het knooppunt in de buurt van ligt.
Het knooppunt is op 31 maart 2012 geopend en heeft de vorm van een trompetknooppunt. 
| Aansluitende wegen | Aansluitende wegen    | Aansluitende wegen   | Aansluitende wegen | Aansluitende wegen |
| ------------------ | --------------------- | -------------------- | ------------------ | ------------------ |
|                    |                       | richting Kolding     |                    |                    |
|                    |                       |                      |                    |                    |
|                    | 8 richting Sønderborg |                      |                    |                    |
|                    |                       |                      |                    |                    |
|                    |                       | 8 richting Flensburg |                    |                    |

Aalborg Centrum · Aalborg Nord · Aalborg Syd · Århus Nord · Århus Syd · Århus Vest · Avedøre · Ballerup · Brøndby · Fredericia · Gladsaxe · Herning · Herning Syd · Ishøj · Kliplev · Køge Vest · Kolding · Kolding Vest · Kongens Lyngby · Nørresundby Centrum · Odense · Rødovre · Skærup · Taastrup · Vallensbæk · Vendsyssel